# Tabi' al-Tabi'in
Con Tābiʿū al-Tābʿīn (in arabo  تَابِعُو ٱلتَّابِعِينَ ‎? ed in singolare in arabo  تَابِعُ ٱلتَّابِعِينَ ‎?) si intende nell'Islam la generazione successiva a quella dei Tābi‘ūn o Seguaci.
La prima generazione di musulmani viene chiamata Ṣaḥāba, o Compagni. È stata seguita dai  Tābi‘ūn e quindi dai Tābiʿū al-Tābʿīn', o Successori dei successori. I membri di queste tre generazioni vengono definiti tra gli islamici Salaf, o Pii Antenati.

## Definizione sunnita
Secondo i sunniti un Successore dei Successori è un musulmano che ha incontrato almeno uno dei Seguaci, è stato guidato alla fede sunnita e come tale è deceduto.
Viene ricordato come Ḥadīth nel Sahih al-Bukhari che Maometto disse «Le persone migliori sono quelle che vivono nella mia generazione, poi quelle che verranno dopo di loro, e poi quelle ancora dopo».